# Синє небо
«Синє небо» (рос. «Синее небо») — радянський художній фільм 1971 року, знятий на Одеській кіностудії.

## Сюжет
Фільм присвячений тим, хто повертає синє небо і всі барви землі втратимшим зір, — лікарям-офтальмологам, їх сміливим експериментам і науковим пошукам. Дія відбувається в стінах наукового Інституту очних хвороб ім. В. П. Філатова. Головний герой, який вже втратив надію щось побачити, знову побачив синє небо.

## У ролях
- Володимир Івашов — Андрій Таран, лікар-офтальмолог
- Вадим Медведєв — Сергій Царьов, фізик
- Неллі Пшенна — Олена, фізик
- Галина Сулима — Ніна Бєлова, пацієнтка
- Анатолій Обухов — Степан Зацепін, лікар-офтальмолог
- Ніна Алісова — Надія Петрівна Свєтлова, професор, лікар-офтальмолог
- Карл Сміт — Рамсей, пацієнт-англієць
- Тамара Чернова — Магда
- Єлизавета Слуцька — Галя, медсестра
- Сергій Простяков — Станіслав Нілович Диганов, лікар, винахідник
- Олександр Казиміров — Віктор Самарцев, інженер
- Борис Бітюков — батько Ніни Бєлової
- Олександр Гединський — карбувальник
- Наталія Васаженко — стюардеса
- Катерина Загорянська — епізод
- Ервін Кнаусмюллер — супутник Рамсея
- Катерина Лозова — епізод
- Євген Путівець — Кирило, співробітник лабораторії
- Гліб Плаксін — супутник Рамсея
- Юрій Соколов — професор
- Іван Сльота — епізод
- Юрій Салтиков — епізод

## Знімальна група
- Автор сценарію: Ігор Невєров
- Режисер-постановник:Марк Толмачов
- Оператор-постановник: Федір Сильченко
- Художник-постановник: Галина Щербина
- Режисер: В. Вінніков
- Оператор: Євген Козинський
- Звукооператор: Володимир Фролков
- Композитор: Валерій Арзуманов
- Художник-гример: Володимир Талала
- Художник по костюмах: М. Струтіна
- Режисер монтажу: Надія Яворська
- Комбіновані зйомки: оператор — Всеволод Шлемов, художник — Олексій Бокатов
- Редактор: Василь Решетников
- Директор картини: Микола Семенов